# Primetime Emmy-díj a legjobb rendezőnek (minisorozat, antológiasorozat vagy tévéfilm)
A legjobb rendező (minisorozat, antológiasorozat vagy tévéfilm) kategóriában átadott Primetime Emmy-díjat az 1975 óta osztják ki, elnevezése az évek folyamán számtalan változtatáson esett át.
A legtöbb, négy-négy győzelmet John Frankenheimer és Joseph Sargent szerezte. Lamont Johnsont és Joseph Sargentet csúcstartóként kilenc-kilenc alkalommal jelölték a díjra.

## Győztesek és jelöltek
Győztes rendező

### 1980-as évek
| Év                                                  | Rendező                                             | Magyar cím                                          | Eredeti cím                                           | Adó                                                 | Ref.                                                |
| Legjobb rendező (limitált sorozat vagy különkiadás) | Legjobb rendező (limitált sorozat vagy különkiadás) | Legjobb rendező (limitált sorozat vagy különkiadás) | Legjobb rendező (limitált sorozat vagy különkiadás)   | Legjobb rendező (limitált sorozat vagy különkiadás) | Legjobb rendező (limitált sorozat vagy különkiadás) |
| 1980 (32. gála)                                     |                                                     |                                                     |                                                       |                                                     |                                                     |
| --------------------------------------------------- | --------------------------------------------------- | --------------------------------------------------- | ----------------------------------------------------- | --------------------------------------------------- | --------------------------------------------------- |
| 1980 (32. gála)                                     | Marvin J. Chomsky                                   |                                                     | Attica                                                | ABC                                                 | [ 1 ]                                               |
| 1980 (32. gála)                                     | John Erman                                          |                                                     | Moviola: The Scarlett O'Hara War                      | NBC                                                 | [ 1 ]                                               |
| 1980 (32. gála)                                     | William A. Graham                                   |                                                     | Guyana Tragedy: The Story of Jim Jones                | CBS                                                 | [ 1 ]                                               |
| 1980 (32. gála)                                     | Delbert Mann                                        | Nyugaton a helyzet változatlan                      | Hallmark Hall of Fame: All Quiet on the Western Front | ABC                                                 | [ 1 ]                                               |
| 1980 (32. gála)                                     | Joseph Sargent                                      |                                                     | Amber Waves                                           | ABC                                                 | [ 1 ]                                               |
| 1981 (33. gála)                                     |                                                     |                                                     |                                                       |                                                     | [ 1 ]                                               |
| James Goldstone                                     | A kenti diákok                                      | Kent State                                          | NBC                                                   | [ 2 ]                                               |                                                     |
| Jerry London                                        |                                                     | Shōgun                                              | NBC                                                   | [ 2 ]                                               |                                                     |
| Paul Newman                                         |                                                     | The Shadow Box                                      | ABC                                                   | [ 2 ]                                               |                                                     |
| Boris Sagal (posztumusz)                            |                                                     | Masada                                              | ABC                                                   | [ 2 ]                                               |                                                     |
| Roger Young                                         |                                                     | Bitter Harvest                                      | NBC                                                   | [ 2 ]                                               |                                                     |
| 1982 (34. gála)                                     |                                                     |                                                     |                                                       | [ 2 ]                                               |                                                     |
| Marvin J. Chomsky                                   |                                                     | Inside the Third Reich                              | ABC                                                   | [ 3 ]                                               |                                                     |
| Michael Lindsay-Hogg és Charles Sturridge           | Utolsó látogatás                                    | Brideshead Revisited                                | PBS                                                   | [ 3 ]                                               |                                                     |
| Lee Philips                                         |                                                     | Mae West                                            | ABC                                                   | [ 3 ]                                               |                                                     |
| Herbert Wise                                        | A túlélő                                            | Skokie                                              | CBS                                                   | [ 3 ]                                               |                                                     |
| 1983 (35. gála)                                     |                                                     |                                                     |                                                       | [ 3 ]                                               |                                                     |
| John Erman                                          | Szeressétek a gyermekeimet!                         | Who Will Love My Children?                          | ABC                                                   | [ 4 ]                                               |                                                     |
| Dan Curtis                                          |                                                     | The Winds of War                                    | ABC                                                   | [ 4 ]                                               |                                                     |
| Daryl Duke                                          | Tövismadarak                                        | The Thorn Birds                                     | ABC                                                   | [ 4 ]                                               |                                                     |
| Simon Langton                                       |                                                     | Smiley's People                                     | szindikált                                            | [ 4 ]                                               |                                                     |
| Edward Zwick                                        |                                                     | Special Bulletin                                    | NBC                                                   | [ 4 ]                                               |                                                     |
| 1984 (36. gála)                                     |                                                     |                                                     |                                                       | [ 4 ]                                               |                                                     |
| Jeff Bleckner                                       |                                                     | American Playhouse: Concealed Enemies               | PBS                                                   | [ 5 ]                                               |                                                     |
| John Erman                                          | A vágy villamosa                                    | ABC Theater: A Streetcar Named Desire               | ABC                                                   | [ 5 ]                                               |                                                     |
| Randa Haines                                        | Apa és leánya                                       | ABC Theater: Something About Amelia                 | ABC                                                   | [ 5 ]                                               |                                                     |
| Lamont Johnson                                      |                                                     | Ernie Kovacs: Between the Laughter                  | ABC                                                   | [ 5 ]                                               |                                                     |
| Nicholas Meyer                                      | Másnap                                              | ABC Theater: The Day After                          | ABC                                                   | [ 5 ]                                               |                                                     |
| 1985 (37. gála)                                     |                                                     |                                                     |                                                       | [ 5 ]                                               |                                                     |
| Lamont Johnson                                      | Wallenberg: Egy hős története                       | Wallenberg: A Hero's Story                          | NBC                                                   | [ 6 ]                                               |                                                     |
| Jeff Bleckner                                       |                                                     | Do You Remember Love                                | CBS                                                   | [ 6 ]                                               |                                                     |
| Gilbert Cates                                       |                                                     | ABC Theater: Consenting Adult                       | ABC                                                   | [ 6 ]                                               |                                                     |
| David Greene                                        |                                                     | Fatal Vision                                        | NBC                                                   | [ 6 ]                                               |                                                     |
| Robert Greenwald                                    | Tűzfészek                                           | The Burning Bed                                     | NBC                                                   | [ 6 ]                                               |                                                     |
| Christopher Morahan és Jim O'Brien                  |                                                     | The Jewel in the Crown                              | PBS                                                   | [ 6 ]                                               |                                                     |
| Legjobb rendező (minisorozat vagy különkiadás)      |                                                     |                                                     |                                                       |                                                     |                                                     |
| 1986 (38. gála)                                     |                                                     |                                                     |                                                       |                                                     |                                                     |
| Joseph Sargent                                      |                                                     | Hallmark Hall of Fame: Love Is Never Silent         | NBC                                                   | [ 7 ]                                               |                                                     |
| John Erman                                          | Korai tél                                           | An Early Frost                                      | NBC                                                   | [ 7 ]                                               |                                                     |
| John Korty                                          |                                                     | Hallmark Hall of Fame: Resting Place                | CBS                                                   | [ 7 ]                                               |                                                     |
| Daniel Petrie                                       | Raymond Graham kivégzése                            | ABC Theater: The Execution of Raymond Graham        | ABC                                                   | [ 7 ]                                               |                                                     |
| Volker Schlöndorff                                  | Az ügynök halála                                    | Death of a Salesman                                 | CBS                                                   | [ 7 ]                                               |                                                     |
| 1987 (39. gála)                                     |                                                     |                                                     |                                                       | [ 7 ]                                               |                                                     |
| Glenn Jordan                                        | Az ígéret                                           | Hallmark Hall of Fame: Promise                      | CBS                                                   | [ 8 ]                                               |                                                     |
| Paul Bogart                                         |                                                     | Nutcracker: Money, Madness & Murder                 | NBC Universal                                         | [ 8 ]                                               |                                                     |
| Jack Gold                                           | Szökés Sobiborból                                   | Escape from Sobibor                                 | CBS                                                   | [ 8 ]                                               |                                                     |
| Lamont Johnson                                      |                                                     | Unnatural Causes                                    | NBC                                                   | [ 8 ]                                               |                                                     |
| Peter Werner                                        | L.B.J. – A korai évek                               | LBJ: The Early Years                                | NBC                                                   | [ 8 ]                                               |                                                     |
| 1988 (40. gála)                                     |                                                     |                                                     |                                                       | [ 8 ]                                               |                                                     |
| Lamont Johnson                                      |                                                     | Lincoln                                             | NBC                                                   | [ 9 ]                                               |                                                     |
| Marvin J. Chomsky                                   |                                                     | Billionaire Boys Club                               | NBC                                                   | [ 9 ]                                               |                                                     |
| John Erman                                          |                                                     | The Attic: The Hiding of Anne Frank                 | CBS                                                   | [ 9 ]                                               |                                                     |
| Glenn Jordan                                        | Visszhangok a sötétben                              | Echoes in the Darkness                              | CBS                                                   | [ 9 ]                                               |                                                     |
| Paul Wendkos                                        | Pánik a 847-es járaton                              | The Taking of Flight 847: The Uli Derickson Story   | NBC                                                   | [ 9 ]                                               |                                                     |
| 1989 (41. gála)                                     |                                                     |                                                     |                                                       | [ 9 ]                                               |                                                     |
| Simon Wincer                                        | Texasi krónikák: Lonesome Dove                      | Lonesome Dove                                       | CBS                                                   | [ 10 ]                                              |                                                     |
| Dan Curtis                                          |                                                     | War and Remembrance                                 | ABC                                                   | [ 10 ]                                              |                                                     |
| Larry Elikann                                       | Eltűnt egy kisfiú                                   | I Know My First Name is Steven                      | NBC                                                   | [ 10 ]                                              |                                                     |
| Gregory Hoblit                                      |                                                     | Roe vs. Wade                                        | NBC                                                   | [ 10 ]                                              |                                                     |
| Daniel Petrie                                       | A nevem Bill W.                                     | Hallmark Hall of Fame: My Name Is Bill W.           | ABC                                                   | [ 10 ]                                              |                                                     |

### 1990-es évek
| Év                                                                  | Rendező                                           | Magyar cím                                                                    | Eredeti cím                                    | Adó                                            | Ref.                                           |
| Legjobb rendező (minisorozat vagy különkiadás)                      | Legjobb rendező (minisorozat vagy különkiadás)    | Legjobb rendező (minisorozat vagy különkiadás)                                | Legjobb rendező (minisorozat vagy különkiadás) | Legjobb rendező (minisorozat vagy különkiadás) | Legjobb rendező (minisorozat vagy különkiadás) |
| 1990 (42. gála)                                                     |                                                   |                                                                               |                                                |                                                |                                                |
| ------------------------------------------------------------------- | ------------------------------------------------- | ----------------------------------------------------------------------------- | ---------------------------------------------- | ---------------------------------------------- | ---------------------------------------------- |
| 1990 (42. gála)                                                     | Joseph Sargent                                    | Caroline                                                                      | Hallmark Hall of Fame: Caroline?               | CBS                                            | [ 11 ]                                         |
| 1990 (42. gála)                                                     | Gilbert Cates                                     |                                                                               | Do You Know the Muffin Man?                    | CBS                                            | [ 11 ]                                         |
| 1990 (42. gála)                                                     | Stephen Gyllenhaal                                |                                                                               | A Killing in a Small Town                      | CBS                                            | [ 11 ]                                         |
| 1990 (42. gála)                                                     | Lamont Johnson                                    |                                                                               | The Kennedys of Massachusetts                  | ABC                                            | [ 11 ]                                         |
| 1990 (42. gála)                                                     | Richard Pearce                                    |                                                                               | AT&T Presents: The Final Days                  | ABC                                            | [ 11 ]                                         |
| 1991 (43. gála)                                                     |                                                   |                                                                               |                                                |                                                | [ 11 ]                                         |
| Brian Gibson                                                        | Josephine Baker története                         | The Josephine Baker Story                                                     | HBO                                            | [ 12 ]                                         |                                                |
| Gilbert Cates                                                       |                                                   | Absolute Strangers                                                            | CBS                                            | [ 12 ]                                         |                                                |
| Glenn Jordan                                                        | Feleség kerestetik                                | Hallmark Hall of Fame: Sarah, Plain and Tall                                  | CBS                                            | [ 12 ]                                         |                                                |
| Robert Markowitz                                                    | A kitüntetés napja                                | Hallmark Hall of Fame: Decoration Day                                         | NBC                                            | [ 12 ]                                         |                                                |
| Legjobb egyéni rendezői teljesítmény (minisorozat vagy különkiadás) |                                                   |                                                                               |                                                |                                                |                                                |
| 1992 (44. gála)                                                     |                                                   |                                                                               |                                                |                                                |                                                |
| Joseph Sargent                                                      |                                                   | Hallmark Hall of Fame: Miss Rose White                                        | NBC                                            | [ 13 ]                                         |                                                |
| Paul Bogart                                                         |                                                   | Broadway Bound                                                                | ABC                                            | [ 13 ]                                         |                                                |
| Joshua Brand                                                        |                                                   | I'll Fly Away                                                                 | NBC                                            | [ 13 ]                                         |                                                |
| Lamont Johnson                                                      | Ezer hős                                          | Crash Landing: The Rescue of Flight 232                                       | ABC                                            | [ 13 ]                                         |                                                |
| Ron Lagomarsino                                                     |                                                   | Homefront                                                                     | ABC                                            | [ 13 ]                                         |                                                |
| Daniel Petrie                                                       | Mark Twain és én                                  | Mark Twain and Me                                                             | Disney                                         | [ 13 ]                                         |                                                |
| 1993 (45. gála)                                                     |                                                   |                                                                               |                                                | [ 13 ]                                         |                                                |
| James Steven Sadwith                                                |                                                   | Sinatra                                                                       | CBS                                            | [ 14 ]                                         |                                                |
| Glenn Jordan                                                        | A füstbement terv                                 | Barbarians at the Gate                                                        | HBO                                            | [ 14 ]                                         |                                                |
| Daniel Petrie                                                       |                                                   | A Town Torn Apart                                                             | NBC                                            | [ 14 ]                                         |                                                |
| Frank Pierson                                                       | Egy elhibázott élet                               | Citizen Cohn                                                                  | HBO                                            | [ 14 ]                                         |                                                |
| Michael Ritchie                                                     |                                                   | The Positively True Adventures of the Alleged Texas Cheerleader-Murdering Mom | HBO                                            | [ 14 ]                                         |                                                |
| 1994 (46. gála)                                                     |                                                   |                                                                               |                                                | [ 14 ]                                         |                                                |
| John Frankenheimer                                                  | Fejjel a falnak                                   | Against the Wall                                                              | HBO                                            | [ 15 ]                                         |                                                |
| Emile Ardolino                                                      |                                                   | Gypsy                                                                         | CBS                                            | [ 15 ]                                         |                                                |
| Glenn Jordan                                                        | Tánc a fehér kutyával                             | Hallmark Hall of Fame: To Dance with the White Dog                            | CBS                                            | [ 15 ]                                         |                                                |
| Roger Spottiswoode                                                  | És a zenekar játszik tovább…                      | And the Band Played On                                                        | HBO                                            | [ 15 ]                                         |                                                |
| Betty Thomas                                                        | Joyce diadala                                     | My Breast                                                                     | CBS                                            | [ 15 ]                                         |                                                |
| 1995 (47. gála)                                                     |                                                   |                                                                               |                                                | [ 15 ]                                         |                                                |
| John Frankenheimer                                                  | Lassú tűzön                                       | The Burning Season                                                            | HBO                                            | [ 16 ]                                         |                                                |
| Jeff Bleckner                                                       | Ha hallgattál volna                               | Serving in Silence: The Margarethe Cammermeyer Story                          | NBC                                            | [ 16 ]                                         |                                                |
| Chris Gerolmo                                                       | X polgártárs                                      | Citizen X                                                                     | HBO                                            | [ 16 ]                                         |                                                |
| Mick Jackson                                                        | Megbélyegezve: A McMartin-per                     | Indictment: The McMartin Trial                                                | HBO                                            | [ 16 ]                                         |                                                |
| Lloyd Richards                                                      |                                                   | Hallmark Hall of Fame: The Piano Lesson                                       | CBS                                            | [ 16 ]                                         |                                                |
| Legjobb rendező (minisorozat vagy különkiadás)                      |                                                   |                                                                               |                                                |                                                |                                                |
| 1996 (48. gála)                                                     |                                                   |                                                                               |                                                |                                                |                                                |
| John Frankenheimer                                                  | Andersonville – Börtönváros                       | Andersonville                                                                 | TNT                                            | [ 17 ]                                         |                                                |
| Paul Bogart                                                         |                                                   | The Heidi Chronicles                                                          | TNT                                            | [ 17 ]                                         |                                                |
| Charles Sturridge                                                   | Gulliver utazásai                                 | Gulliver's Travels                                                            | NBC                                            | [ 17 ]                                         |                                                |
| Betty Thomas                                                        | David Letterman Jay Leno ellen                    | The Late Shift                                                                | HBO                                            | [ 17 ]                                         |                                                |
| Peter Werner                                                        |                                                   | Almost Golden: The Jessica Savitch Story                                      | Lifetime                                       | [ 17 ]                                         |                                                |
| 1997 (49. gála)                                                     |                                                   |                                                                               |                                                | [ 17 ]                                         |                                                |
| Andrej Koncsalovszkij                                               | Odüsszeusz                                        | The Odyssey                                                                   | NCB                                            | [ 18 ]                                         |                                                |
| Robert Harmon                                                       | Gotti                                             | Gotti                                                                         | HBO                                            | [ 18 ]                                         |                                                |
| Anjelica Huston                                                     |                                                   | Bastard out of Carolina                                                       | Showtime                                       | [ 18 ]                                         |                                                |
| Christopher Reeve                                                   | Esthomály                                         | In the Gloaming                                                               | HBO                                            | [ 18 ]                                         |                                                |
| Mark Rydell                                                         | Az évszázad bűnesete (A Lindbergh bébi elrablása) | Crime of the Century                                                          | HBO                                            | [ 18 ]                                         |                                                |
| Legjobb rendező (minisorozat vagy tévéfilm)                         |                                                   |                                                                               |                                                |                                                |                                                |
| 1998 (50. gála)                                                     |                                                   |                                                                               |                                                |                                                |                                                |
| John Frankenheimer                                                  | George Wallace                                    | George Wallace                                                                | TNT                                            | [ 19 ]                                         |                                                |
| Steve Barron                                                        | Merlin                                            | Merlin                                                                        | NBC                                            | [ 19 ]                                         |                                                |
| William Friedkin                                                    | Tizenkét dühös ember                              | 12 Angry Men                                                                  | Showtime                                       | [ 19 ]                                         |                                                |
| Tom Hanks                                                           | A végtelen szerelmesei – Az Apolló-program        | From the Earth to the Moon                                                    | HBO                                            | [ 19 ]                                         |                                                |
| John Herzfeld                                                       |                                                   | Don King: Only in America                                                     | HBO                                            | [ 19 ]                                         |                                                |
| 1999 (51. gála)                                                     |                                                   |                                                                               |                                                | [ 19 ]                                         |                                                |
| Allan Arkush                                                        | A Temptations                                     | The Temptations                                                               | NBC                                            | [ 20 ]                                         |                                                |
| Jane Anderson                                                       | Egy gyermek kálváriája                            | The Baby Dance                                                                | Showtime                                       | [ 20 ]                                         |                                                |
| Kathy Bates                                                         |                                                   | Dash and Lilly                                                                | A&E                                            | [ 20 ]                                         |                                                |
| Christian Duguay                                                    | Szent Johanna                                     | Joan of Arc                                                                   | CBS                                            | [ 20 ]                                         |                                                |
| Joseph Sargent                                                      | A halál árnyékában                                | A Lesson Before Dying                                                         | HBO                                            | [ 20 ]                                         |                                                |

### 2000-es évek
| Év | Rendező                                                  | Magyar cím                                               | Eredeti cím                                              | Adó                                                      | Ref.                                                     |
| Legjobb rendező (minisorozat, tévéfilm vagy különkiadás)                                                                | Legjobb rendező (minisorozat, tévéfilm vagy különkiadás) | Legjobb rendező (minisorozat, tévéfilm vagy különkiadás) | Legjobb rendező (minisorozat, tévéfilm vagy különkiadás) | Legjobb rendező (minisorozat, tévéfilm vagy különkiadás) | Legjobb rendező (minisorozat, tévéfilm vagy különkiadás) |
| 2000 (52. gála) |                                                          |                                                          |                                                          |                                                          |                                                          |
| --- | -------------------------------------------------------- | -------------------------------------------------------- | -------------------------------------------------------- | -------------------------------------------------------- | -------------------------------------------------------- |
| 2000 (52. gála) | Charles S. Dutton                                        |                                                          | The Corner                                               | HBO                                                      | [ 21 ]                                                   |
| 2000 (52. gála) | Martha Coolidge                                          | Fekete csillag                                           | Introducing Dorothy Dandridge                            | HBO                                                      | [ 21 ]                                                   |
| 2000 (52. gála) | Stephen Frears és Martin Pasetta                         | Bombabiztos                                              | Fail Safe                                                | CBS                                                      | [ 21 ]                                                   |
| 2000 (52. gála) | Rob Marshall                                             | Annie                                                    | Annie                                                    | ABC                                                      | [ 21 ]                                                   |
| 2000 (52. gála) | Benjamin Ross                                            | Az aranypolgár születése                                 | RKO 281                                                  | HBO                                                      | [ 21 ]                                                   |
| 2001 (53. gála) |                                                          |                                                          |                                                          |                                                          | [ 21 ]                                                   |
| Mike Nichols | Fekete angyal                                            | Wit                                                      | HBO                                                      | [ 22 ]                                                   |                                                          |
| Robert Allan Ackerman                                                                                                   | Judy Garland: Én és az árnyékaim                         | Life with Judy Garland: Me and My Shadows                | ABC                                                      | [ 22 ]                                                   |                                                          |
| Billy Crystal | Baseball-barátok                                         | 61*                                                      | HBO                                                      | [ 22 ]                                                   |                                                          |
| Robert Dornhelm | Anne Frank igaz története                                | Anne Frank: The Whole Story                              | ABC                                                      | [ 22 ]                                                   |                                                          |
| Frank Pierson | Az összeesküvés                                          | Conspiracy                                               | HBO                                                      | [ 22 ]                                                   |                                                          |
| Legjobb rendező (minisorozat, tévéfilm vagy drámai különkiadás)                                                         |                                                          |                                                          |                                                          |                                                          |                                                          |
| 2002 (54. gála) |                                                          |                                                          |                                                          |                                                          |                                                          |
| David Frankel, Tom Hanks, David Leland, Richard Loncraine, David Nutter, Phil Alden Robinson, Mikael Salomon és Tony To | Az elit alakulat                                         | Band of Brothers                                         | HBO                                                      | [ 23 ]                                                   |                                                          |
| John Frankenheimer | Háború a háborúról                                       | Path to War                                              | HBO                                                      | [ 23 ]                                                   |                                                          |
| Moisés Kaufman | Egy gyilkosság története                                 | The Laramie Project                                      | HBO                                                      | [ 23 ]                                                   |                                                          |
| Richard Loncraine | Gomolygó viharfelhők                                     | The Gathering Storm                                      | HBO                                                      | [ 23 ]                                                   |                                                          |
| Mark Rydell | James Dean                                               | James Dean                                               | TNT                                                      | [ 23 ]                                                   |                                                          |
| 2003 (55. gála) |                                                          |                                                          |                                                          | [ 23 ]                                                   |                                                          |
| Steven Schachter | Házról házra                                             | Door to Door                                             | TNT                                                      | [ 24 ]                                                   |                                                          |
| Robert Allan Ackerman                                                                                                   | Tavasz Rómában                                           | The Roman Spring of Mrs. Stone                           | Showtime                                                 | [ 24 ]                                                   |                                                          |
| Mick Jackson | Élőben Bagdadból                                         | Live from Baghdad                                        | HBO                                                      | [ 24 ]                                                   |                                                          |
| Richard Loncraine | Túlélők háza                                             | My House in Umbria                                       | HBO                                                      | [ 24 ]                                                   |                                                          |
| Frank Pierson |                                                          | Soldier's Girl                                           | Showtime                                                 | [ 24 ]                                                   |                                                          |
| 2004 (56. gála) |                                                          |                                                          |                                                          | [ 24 ]                                                   |                                                          |
| Mike Nichols | Angyalok Amerikában                                      | Angels in America                                        | HBO                                                      | [ 25 ]                                                   |                                                          |
| Robert Harmon | A normandiai partraszálláshoz vezető út                  | Ike: Countdown to D-Day                                  | A&E                                                      | [ 25 ]                                                   |                                                          |
| Tom Hooper |                                                          | Prime Suspect 6: The Last Witness                        | PBS                                                      | [ 25 ]                                                   |                                                          |
| Andrej Koncsalovszkij                                                                                                   | Az oroszlán télen                                        | The Lion in Winter                                       | Showtime                                                 | [ 25 ]                                                   |                                                          |
| Joseph Sargent | Egy csoda teremtése                                      | Something the Lord Made                                  | HBO                                                      | [ 25 ]                                                   |                                                          |
| 2005 (57. gála) |                                                          |                                                          |                                                          | [ 25 ]                                                   |                                                          |
| Stephen Hopkins | Peter Sellers élete és halála                            | The Life and Death of Peter Sellers                      | HBO                                                      | [ 26 ]                                                   |                                                          |
| Joseph Sargent |                                                          | Warm Springs                                             | HBO                                                      | [ 26 ]                                                   |                                                          |
| Fred Schepisi | A múlt fogságában                                        | Empire Falls                                             | HBO                                                      | [ 26 ]                                                   |                                                          |
| George C. Wolfe |                                                          | Lackawanna Blues                                         | HBO                                                      | [ 26 ]                                                   |                                                          |
| 2006 (58. gála) |                                                          |                                                          |                                                          | [ 26 ]                                                   |                                                          |
| Tom Hooper | Elizabeth                                                | Elizabeth I                                              | HBO                                                      | [ 27 ]                                                   |                                                          |
| Justin Chadwick | Pusztaház örökösei                                       | Bleak House                                              | PBS                                                      | [ 27 ]                                                   |                                                          |
| Peter Markle | A hős 93-as járat                                        | Flight 93                                                | A&E                                                      | [ 27 ]                                                   |                                                          |
| Phyllis Nagy |                                                          | Mrs. Harris                                              | HBO                                                      | [ 27 ]                                                   |                                                          |
| Kenny Ortega | Szerelmes hangjegyek                                     | High School Musical                                      | Disney                                                   | [ 27 ]                                                   |                                                          |
| David Yates | Kávé és szerelem                                         | The Girl in the Café                                     | HBO                                                      | [ 27 ]                                                   |                                                          |
| 2007 (59. gála) |                                                          |                                                          |                                                          | [ 27 ]                                                   |                                                          |
| Philip Martin |                                                          | Prime Suspect: The Final Act                             | PBS                                                      | [ 28 ]                                                   |                                                          |
| Walter Hill | A szabadság útján                                        | Broken Trail                                             | AMC                                                      | [ 28 ]                                                   |                                                          |
| Bharat Nalluri | A cunami után                                            | Tsunami: The Aftermath                                   | HBO                                                      | [ 28 ]                                                   |                                                          |
| Yves Simoneau | Wounded Knee-nél temessétek el a szívem                  | Bury My Heart at Wounded Knee]                           | HBO                                                      | [ 28 ]                                                   |                                                          |
| Susanna White | Jane Eyre                                                | Jane Eyre                                                | PBS                                                      | [ 28 ]                                                   |                                                          |
| 2008 (60. gála) |                                                          |                                                          |                                                          | [ 28 ]                                                   |                                                          |
| Jay Roach | Újraszámlálás                                            | Recount                                                  | HBO                                                      | [ 29 ]                                                   |                                                          |
| Bob Balaban | Bernard és Doris                                         | Bernard and Doris                                        | HBO                                                      | [ 29 ]                                                   |                                                          |
| Ricky Gervais és Stephen Merchant                                                                                       | Futottak még… (Karácsonyi különkiadás)                   | Extras (The Extra Special Series Finale)                 | HBO                                                      | [ 29 ]                                                   |                                                          |
| Tom Hooper | John Adams                                               | John Adams                                               | HBO                                                      | [ 29 ]                                                   |                                                          |
| Mikael Salomon | A Cég – A CIA regénye                                    | The Company                                              | TNT                                                      | [ 29 ]                                                   |                                                          |
| 2009 (61. gála) |                                                          |                                                          |                                                          | [ 29 ]                                                   |                                                          |
| Dearbhla Walsh | Kis Dorrit                                               | Little Dorrit                                            | PBS                                                      | [ 30 ]                                                   |                                                          |
| Ross Katz | A lélek útja                                             | Taking Chance                                            | HBO                                                      | [ 30 ]                                                   |                                                          |
| Philip Martin | Wallander                                                | Wallander: One Step Behind                               | PBS                                                      | [ 30 ]                                                   |                                                          |
| Thaddeus O’Sullivan | Churchill háborúja                                       | Into the Storm                                           | HBO                                                      | [ 30 ]                                                   |                                                          |
| Michael Sucsy | Két nő – egy ház                                         | Grey Gardens                                             | HBO                                                      | [ 30 ]                                                   |                                                          |
| Susanna White | Gyilkos megszállás                                       | Generation Kill                                          | HBO                                                      | [ 30 ]                                                   |                                                          |

### 2010-es évek
| Év                                                              | Rendező                                                         | Magyar cím                                                      | Eredeti cím                                                     | Adó                                                             | Ref.                                                            |
| Legjobb rendező (minisorozat, tévéfilm vagy drámai különkiadás) | Legjobb rendező (minisorozat, tévéfilm vagy drámai különkiadás) | Legjobb rendező (minisorozat, tévéfilm vagy drámai különkiadás) | Legjobb rendező (minisorozat, tévéfilm vagy drámai különkiadás) | Legjobb rendező (minisorozat, tévéfilm vagy drámai különkiadás) | Legjobb rendező (minisorozat, tévéfilm vagy drámai különkiadás) |
| 2010 (62. gála)                                                 |                                                                 |                                                                 |                                                                 |                                                                 |                                                                 |
| --------------------------------------------------------------- | --------------------------------------------------------------- | --------------------------------------------------------------- | --------------------------------------------------------------- | --------------------------------------------------------------- | --------------------------------------------------------------- |
| 2010 (62. gála)                                                 | Mick Jackson                                                    | Temple Grandin                                                  | Temple Grandin                                                  | HBO                                                             | [ 31 ]                                                          |
| 2010 (62. gála)                                                 | Bob Balaban                                                     | Georgia O’Keeffe                                                | Georgia O’Keeffe                                                | Lifetime                                                        | [ 31 ]                                                          |
| 2010 (62. gála)                                                 | Barry Levinson                                                  | Dr. Halál                                                       | You Don't Know Jack                                             | HBO                                                             | [ 31 ]                                                          |
| 2010 (62. gála)                                                 | David Nutter és Jeremy Podeswa                                  | The Pacific – A hős alakulat                                    | The Pacific                                                     | HBO                                                             | [ 31 ]                                                          |
| 2010 (62. gála)                                                 | Tim Van Patten                                                  | The Pacific – A hős alakulat                                    | The Pacific                                                     | HBO                                                             | [ 31 ]                                                          |
| 2011 (63. gála)                                                 |                                                                 |                                                                 |                                                                 |                                                                 | [ 31 ]                                                          |
| Brian Percival                                                  | Downton Abbey                                                   | Downton Abbey                                                   | PBS                                                             | [ 32 ]                                                          |                                                                 |
| Olivier Assayas                                                 |                                                                 | Carlos                                                          | Sundance                                                        | [ 32 ]                                                          |                                                                 |
| Shari Springer Berman és Robert Pulcini                         | Cinéma vérité                                                   | Cinéma vérité                                                   | HBO                                                             | [ 32 ]                                                          |                                                                 |
| Curtis Hanson                                                   | Válság a Wall Streeten                                          | Too Big to Fail                                                 | HBO                                                             | [ 32 ]                                                          |                                                                 |
| Todd Haynes                                                     | Mildred Pierce                                                  | Mildred Pierce                                                  | HBO                                                             | [ 32 ]                                                          |                                                                 |
| 2012 (64. gála)                                                 |                                                                 |                                                                 |                                                                 | [ 32 ]                                                          |                                                                 |
| Jay Roach                                                       | Versenyben az elnökségért                                       | Game Change                                                     | HBO                                                             | [ 33 ]                                                          |                                                                 |
| Philip Kaufman                                                  | Hemingway és Gellhorn                                           | Hemingway & Gellhorn                                            | HBO                                                             | [ 33 ]                                                          |                                                                 |
| Paul McGuigan                                                   | Sherlock (Botrány Belgraviában)                                 | Sherlock (A Scandal in Belgravia)                               | PBS                                                             | [ 33 ]                                                          |                                                                 |
| Sam Miller                                                      | Luther                                                          | Luther                                                          | BBC America                                                     | [ 33 ]                                                          |                                                                 |
| Kevin Reynolds                                                  | A Hatfield-McCoy viszály                                        | Hatfields & McCoys                                              | History                                                         | [ 33 ]                                                          |                                                                 |
| 2013 (65. gála)                                                 |                                                                 |                                                                 |                                                                 | [ 33 ]                                                          |                                                                 |
| Steven Soderbergh                                               | Túl a csillogáson                                               | Behind the Candelabra                                           | HBO                                                             | [ 34 ]                                                          |                                                                 |
| Allison Anders                                                  |                                                                 | Ring of Fire                                                    | Lifetime                                                        | [ 34 ]                                                          |                                                                 |
| Jane Campion és Garth Davis                                     | A tó tükre                                                      | Top of the Lake                                                 | Sundance                                                        | [ 34 ]                                                          |                                                                 |
| Julian Jarrold                                                  | Hitchcock és Tippi Hedren                                       | The Girl                                                        | HBO                                                             | [ 34 ]                                                          |                                                                 |
| David Mamet                                                     | Phil Spector                                                    | Phil Spector                                                    | HBO                                                             | [ 34 ]                                                          |                                                                 |
| 2014 (66. gála)                                                 |                                                                 |                                                                 |                                                                 | [ 34 ]                                                          |                                                                 |
| Colin Bucksey                                                   | Fargo                                                           | Fargo                                                           | FX                                                              | [ 35 ]                                                          |                                                                 |
| Adam Bernstein                                                  | Fargo                                                           | Fargo                                                           | FX                                                              | [ 35 ]                                                          |                                                                 |
| Stephen Frears                                                  | Muhammad Ali a Legfelsőbb Bíróság ellen                         | Muhammad Ali's Greatest Fight                                   | HBO                                                             | [ 35 ]                                                          |                                                                 |
| Alfonso Gomez-Rejon                                             | Amerikai Horror Story: Boszorkányok                             | American Horror Story: Coven                                    | FX                                                              | [ 35 ]                                                          |                                                                 |
| Nick Hurran                                                     | Sherlock (Az utolsó alakítás)                                   | Sherlock (His Last Vow)                                         | PBS                                                             | [ 35 ]                                                          |                                                                 |
| Ryan Murphy                                                     | Igaz szívvel                                                    | The Normal Heart                                                | HBO                                                             | [ 35 ]                                                          |                                                                 |
| Legjobb rendező (minisorozat, tévéfilm vagy drámai különkiadás) |                                                                 |                                                                 |                                                                 |                                                                 |                                                                 |
| 2015 (67. gála)                                                 |                                                                 |                                                                 |                                                                 |                                                                 |                                                                 |
| Lisa Cholodenko                                                 | Olive Kitteridge                                                | Olive Kitteridge                                                | HBO                                                             | [ 36 ]                                                          |                                                                 |
| Hugo Blick                                                      |                                                                 | The Honourable Woman                                            | Sundance                                                        | [ 36 ]                                                          |                                                                 |
| Uli Edel                                                        | Houdini                                                         | Houdini                                                         | History                                                         | [ 36 ]                                                          |                                                                 |
| Peter Kosminsky                                                 | Farkasbőrben                                                    | Wolf Hall                                                       | PBS                                                             | [ 36 ]                                                          |                                                                 |
| Ryan Murphy                                                     | Amerikai Horror Story: Rémségek cirkusza                        | American Horror Story: Freak Show                               | FX                                                              | [ 36 ]                                                          |                                                                 |
| Dee Rees                                                        | Bessie                                                          | Bessie                                                          | HBO                                                             | [ 36 ]                                                          |                                                                 |
| Tom Shankland                                                   | Elveszettek                                                     | The Missing                                                     | Starz                                                           | [ 36 ]                                                          |                                                                 |
| 2016 (68. gála)                                                 |                                                                 |                                                                 |                                                                 |                                                                 |                                                                 |
| Susanne Bier                                                    | Éjszakai szolgálat                                              | The Night Manager                                               | AMC                                                             | [ 37 ]                                                          |                                                                 |
| Noah Hawley                                                     | Fargo                                                           | Fargo                                                           | FX                                                              | [ 37 ]                                                          |                                                                 |
| Anthony Hemingway                                               | American Crime Story: Az O. J. Simpson-ügy                      | The People v. O. J. Simpson: American Crime Story               | FX                                                              | [ 37 ]                                                          |                                                                 |
| Ryan Murphy                                                     | American Crime Story: Az O. J. Simpson-ügy                      | The People v. O. J. Simpson: American Crime Story               | FX                                                              | [ 37 ]                                                          |                                                                 |
| John Singleton                                                  | American Crime Story: Az O. J. Simpson-ügy                      | The People v. O. J. Simpson: American Crime Story               | FX                                                              | [ 37 ]                                                          |                                                                 |
| Jay Roach                                                       | A végsőkig                                                      | All the Way                                                     | HBO                                                             | [ 37 ]                                                          |                                                                 |
| 2017 (69. gála)                                                 |                                                                 |                                                                 |                                                                 | [ 37 ]                                                          |                                                                 |
| Jean-Marc Vallée                                                | Hatalmas kis hazugságok                                         | Big Little Lies                                                 | HBO                                                             | [ 38 ]                                                          |                                                                 |
| Noah Hawley                                                     | Fargo                                                           | Fargo                                                           | FX                                                              | [ 38 ]                                                          |                                                                 |
| Ron Howard                                                      | Géniusz                                                         | Genius                                                          | Nat Geo                                                         | [ 38 ]                                                          |                                                                 |
| James Marsh                                                     | Aznap éjjel                                                     | The Night Of                                                    | HBO                                                             | [ 38 ]                                                          |                                                                 |
| Steven Zaillian                                                 | Aznap éjjel                                                     | The Night Of                                                    | HBO                                                             | [ 38 ]                                                          |                                                                 |
| Ryan Murphy                                                     | Viszály: Bette és Joan                                          | Feud: Bette and Joan                                            | FX                                                              | [ 38 ]                                                          |                                                                 |
| 2018 (70. gála)                                                 |                                                                 |                                                                 |                                                                 | [ 38 ]                                                          |                                                                 |
| Ryan Murphy                                                     |                                                                 | The Assassination of Gianni Versace: American Crime Story       | FX                                                              | [ 39 ]                                                          |                                                                 |
| Edward Berger                                                   | Patrick Melrose                                                 | Patrick Melrose                                                 | Showtime                                                        | [ 39 ]                                                          |                                                                 |
| Scott Frank                                                     | Isten nélkül                                                    | Godless                                                         | Netflix                                                         | [ 39 ]                                                          |                                                                 |
| David Leveaux és Alex Rudzinski                                 |                                                                 | Jesus Christ Superstar Live in Concert                          | NBC                                                             | [ 39 ]                                                          |                                                                 |
| Barry Levinson                                                  | Paterno – Eltemetett bűnök                                      | Paterno                                                         | HBO                                                             | [ 39 ]                                                          |                                                                 |
| David Lynch                                                     | Twin Peaks                                                      | Twin Peaks                                                      | Showtime                                                        | [ 39 ]                                                          |                                                                 |
| Craig Zisk                                                      |                                                                 | The Looming Tower                                               | Hulu                                                            | [ 39 ]                                                          |                                                                 |
| 2019 (71. gála)                                                 |                                                                 |                                                                 |                                                                 | [ 39 ]                                                          |                                                                 |
| Johan Renck                                                     | Csernobil                                                       | Chernobyl                                                       | HBO                                                             | [ 40 ]                                                          |                                                                 |
| Ava DuVernay                                                    | A Central parki ötök                                            | When They See Us                                                | Netflix                                                         | [ 40 ]                                                          |                                                                 |
| Stephen Frears                                                  | Egy nagyon angolos botrány                                      | A Very English Scandal                                          | Prime Video                                                     | [ 40 ]                                                          |                                                                 |
| Thomas Kail                                                     | Fosse/Verdon                                                    | Fosse/Verdon                                                    | FX                                                              | [ 40 ]                                                          |                                                                 |
| Jessica Yu                                                      | Fosse/Verdon                                                    | Fosse/Verdon                                                    | FX                                                              | [ 40 ]                                                          |                                                                 |
| Ben Stiller                                                     | Szökés Dannemorából                                             | Escape at Dannemora                                             | Showtime                                                        | [ 40 ]                                                          |                                                                 |

### 2020-as évek
| Év                                                              | Rendező                                                         | Magyar cím                                                      | Eredeti cím                                                     | Adó                                                             | Ref.                                                            |
| Legjobb rendező (minisorozat, tévéfilm vagy drámai különkiadás) | Legjobb rendező (minisorozat, tévéfilm vagy drámai különkiadás) | Legjobb rendező (minisorozat, tévéfilm vagy drámai különkiadás) | Legjobb rendező (minisorozat, tévéfilm vagy drámai különkiadás) | Legjobb rendező (minisorozat, tévéfilm vagy drámai különkiadás) | Legjobb rendező (minisorozat, tévéfilm vagy drámai különkiadás) |
| 2020 (72. gála)                                                 |                                                                 |                                                                 |                                                                 |                                                                 |                                                                 |
| --------------------------------------------------------------- | --------------------------------------------------------------- | --------------------------------------------------------------- | --------------------------------------------------------------- | --------------------------------------------------------------- | --------------------------------------------------------------- |
| 2020 (72. gála)                                                 | Maria Schrader                                                  | A másik út                                                      | Unorthodox                                                      | Netflix                                                         | [ 41 ]                                                          |
| 2020 (72. gála)                                                 | Lenny Abrahamson                                                | Normális emberek                                                | Normal People                                                   | Hulu                                                            | [ 41 ]                                                          |
| 2020 (72. gála)                                                 | Lynn Shelton (posztumusz)                                       | Kis tüzek mindenütt                                             | Little Fires Everywhere                                         | Hulu                                                            | [ 41 ]                                                          |
| 2020 (72. gála)                                                 | Steph Green                                                     | Watchmen                                                        | Watchmen                                                        | HBO                                                             | [ 41 ]                                                          |
| 2020 (72. gála)                                                 | Nicole Kassell                                                  | Watchmen                                                        | Watchmen                                                        | HBO                                                             | [ 41 ]                                                          |
| 2020 (72. gála)                                                 | Stephen Williams                                                | Watchmen                                                        | Watchmen                                                        | HBO                                                             | [ 41 ]                                                          |
| Legjobb rendező (minisorozat, antológiasorozat vagy tévéfilm)   |                                                                 |                                                                 |                                                                 |                                                                 |                                                                 |
| 2021 (73. gála)                                                 |                                                                 |                                                                 |                                                                 |                                                                 |                                                                 |
| Scott Frank                                                     | A vezércsel                                                     | The Queen's Gambit                                              | Netflix                                                         | [ 42 ]                                                          |                                                                 |
| Barry Jenkins                                                   | A föld alatti vasút                                             | The Underground Railroad                                        | Prime Video                                                     | [ 42 ]                                                          |                                                                 |
| Thomas Kail                                                     | Hamilton                                                        | Hamilton                                                        | Disney+                                                         | [ 42 ]                                                          |                                                                 |
| Sam Miller és Michaela Coel                                     | Tönkretehetlek                                                  | I May Destroy You                                               | HBO                                                             | [ 42 ]                                                          |                                                                 |
| Sam Miller                                                      | Tönkretehetlek                                                  | I May Destroy You                                               | HBO                                                             | [ 42 ]                                                          |                                                                 |
| Matt Shakman                                                    | WandaVízió                                                      | WandaVision                                                     | Disney+                                                         | [ 42 ]                                                          |                                                                 |
| Craig Zobel                                                     | Easttowni rejtélyek                                             | Mare of Easttown                                                | HBO                                                             | [ 42 ]                                                          |                                                                 |
| 2022 (74. gála)                                                 |                                                                 |                                                                 |                                                                 | [ 42 ]                                                          |                                                                 |
| Mike White                                                      | A Fehér Lótusz                                                  | The White Lotus                                                 | HBO                                                             | [ 43 ]                                                          |                                                                 |
| Hiro Murai                                                      | Tizenegyes állomás                                              | Station Eleven                                                  | HBO Max                                                         | [ 43 ]                                                          |                                                                 |
| Danny Strong                                                    | Dopesick                                                        | Dopesick                                                        | Hulu                                                            | [ 43 ]                                                          |                                                                 |
| Francesca Gregorini                                             | A kibukott                                                      | The Dropout                                                     | Hulu                                                            | [ 43 ]                                                          |                                                                 |
| Michael Showalter                                               | A kibukott                                                      | The Dropout                                                     | Hulu                                                            | [ 43 ]                                                          |                                                                 |
| John Wells                                                      | Egy szobalány vallomása                                         | Maid                                                            | Netflix                                                         | [ 43 ]                                                          |                                                                 |
| 2023 (75. gála)                                                 |                                                                 |                                                                 |                                                                 | [ 43 ]                                                          |                                                                 |
| Lee Sung Jin                                                    | Balhé                                                           | Beef                                                            | Netflix                                                         | [ 44 ]                                                          |                                                                 |
| Paris Barclay                                                   | Jeffrey Dahmer – Szörnyeteg: A Jeffrey Dahmer-sztori            | Dahmer – Monster: The Jeffrey Dahmer Story                      | Netflix                                                         | [ 44 ]                                                          |                                                                 |
| Carl Franklin                                                   | Jeffrey Dahmer – Szörnyeteg: A Jeffrey Dahmer-sztori            | Dahmer – Monster: The Jeffrey Dahmer Story                      | Netflix                                                         | [ 44 ]                                                          |                                                                 |
| Jonathan Dayton és Valerie Faris                                | Fleishman bajban van                                            | Fleishman Is in Trouble                                         | FX                                                              | [ 44 ]                                                          |                                                                 |
| Jake Schreier                                                   | Balhé                                                           | Beef                                                            | Netflix                                                         | [ 44 ]                                                          |                                                                 |
| Dan Trachtenberg                                                | Préda                                                           | Prey                                                            | Hulu                                                            | [ 44 ]                                                          |                                                                 |
| 2024 (76. gála)                                                 |                                                                 |                                                                 |                                                                 |                                                                 |                                                                 |
| Steven Zaillian                                                 | Ripley                                                          | Ripley                                                          | Netflix                                                         | [ 45 ]                                                          |                                                                 |
| Noah Hawley                                                     | Fargo                                                           | Fargo                                                           | FX                                                              | [ 45 ]                                                          |                                                                 |
| Issa López                                                      | True Detective – A törvény nevében (4. évad)                    | True Detective: Night Country                                   | HBO                                                             | [ 45 ]                                                          |                                                                 |
| Millicent Shelton                                               | Minden kémia                                                    | Lessons in Chemistry                                            | Apple TV+                                                       | [ 45 ]                                                          |                                                                 |
| Weronika Tofilska                                               |                                                                 | Baby Reindeer                                                   | Netflix                                                         | [ 45 ]                                                          |                                                                 |
| Gus Van Sant                                                    | Viszály (2. évad)                                               | Feud: Capote vs. The Swans                                      | FX                                                              | [ 45 ]                                                          |                                                                 |

## Fordítás
- Ez a szócikk részben vagy egészben  a   Primetime Emmy Award for Outstanding Directing for a Limited or Anthology Series or Movie című angol Wikipédia-szócikk ezen változatának fordításán alapul.  Az eredeti cikk szerkesztőit annak laptörténete sorolja fel. Ez a jelzés csupán a megfogalmazás eredetét és a szerzői jogokat jelzi, nem szolgál a cikkben szereplő információk forrásmegjelöléseként.